# Paralcidia marginata
Paralcidia marginata là một loài bướm đêm trong họ Geometridae.